# Al-Muharraq
Al-Muharraq (arabă المحرق) este un oraș situat în partea de nord-est a Bahrainului, pe Insula Muharraq. La recensământul din 2001 a înregistrat 91.307 locuitori. A fost capitală a statului până în 1923.